# Adexia melanoneura
Adexia melanoneura är en insektsart som beskrevs av Melichar 1901. Adexia melanoneura ingår i släktet Adexia och familjen Flatidae. Inga underarter finns listade i Catalogue of Life.